# Gennari
Gennari è il cognome di una famiglia nobile di origine Romana, e di pittori operanti a Cento e a Bologna tra il XVI e il XVIII secolo. Sono stati maestri, parenti ed allievi del Guercino.
La famiglia è documentata a Cento dalla prima metà del Cinquecento. Nella seconda metà del secolo operò Benedetto il Vecchio/Benedetto Gennari senior che fu maestro di Giovan Francesco Barbieri, detto il Guercino. Benedetto il Vecchio ebbe come figli due pittori: Bartolomeo Gennari ed Ercole Gennari. Quest'ultimo ebbe come figlio un altro pittore Lorenzo Gennari. I tre giovani furono stretti collaboratori del Guercino.
I figli di Ercole e di Lucia Barbieri, sorella del Guercino, sono Benedetto il Giovane/Benedetto Gennari junior e Cesare Gennari, anch'essi pittori, furono gli eredi della bottega bolognese del Guercino.